# كونترادا
كونترادا، (بالإنجليزية: Contrada)‏، هي بلدة و(بلدية) في مقاطعة أفيلينو، كامبانيا، جنوب إيطاليا.

## السكان
في سنة 1861 بلغ عدد السكان 2٬109 نسمة، وتطور العدد ليصل في سنة 2011 لـ 3٬005 نسمة.
يظهر هذا المخطط البياني تطور النمو السكاني لـ كونترادا